# Ceromasia rubrifrons
Ceromasia rubrifrons là một loài ruồi trong họ Tachinidae.